# Potiska divizija (Kraljevina Jugoslavija)
Potiska divizija je bila pehotna divizija Vojske Kraljevine Jugoslavije, ki je bila uničena med aprilsko vojno.
Divizijski štab je bil nastanjen v Subotici.

## Organizacija
1. september 1939
- štab (Subotica)

- 7. pehotni polk (Novi Sad)
- 25. pehotni polk (Kikinda)
- 34. pehotni polk (Subotica)
- 5. samostojni artilerijski divizion (Subotica)
- 21. artilerijski polk (Subotica)